# St. Paul's Chapel
St. Paul's Chapel är en kyrka på Manhattan i New York som byggdes 1766. Den kallas även "The Little Chapel That Stood", ungefär den "Den lilla kyrkan som inte föll" efter en barnbok med samma namn som handlar om hur kyrkan klarade sig under 11 september-attackerna trots dess närhet till World Trade Centers tvillingtorn som raserades i attacken.
Kyrkan tillhör den amerikanska episkopalkyrkan och är belägen på Broadway 209, mellan Fulton Street och Vesey Street, på nedre Manhattan. Det är den äldsta religiösa byggnaden på Manhattan och den byggdes på ett fält strax norr om den växande staden. Den byggdes som ett lättillgängligare alternativ för kyrkobesökare som tillhörde Trinity Churchs församling, vars huvudkyrka låg på Manhattans sydspets. Församlingen fick kritik för att de byggde en så stor och påkostad kyrka så långt avsides. Området den byggdes på mark som långt tidigare upplåtits av den engelska drottningen Anna av Storbritannien.

## Byggnaden
St. Paul's Chapel ritades av arkitekten Thomas McBean och byggmästare var Andrew Gautier. Den är byggd av den lokala stenen "Manhattan shist", som är ett glimmerskiffer, med hörnsten av brownstone. Den är i georgiansk stil, med en typisk nyklassicistisk portik framför entrén. I en nisch ovanför portiken står en skulptur av aposteln Paulus. Det är en replika gjord av konstharts av en ursprunglig träskulptur som byttes ut 2016. Originalet var gjort av tulpanträd och är placerat inuti kyrkan. Kyrkans torn är krönt med en kopia av Lysikratesmonumentet och när den stod färdig var den New Yorks högsta byggnad.
Mot Broadway står det första monumentet som den nybildade amerikanska staten via USA:s kongress beställde. Det uppfördes till minne av generalen Richard Montgomery som ledde ett anfall mot britterna i Kanada under frihetskriget men dödades under striderna om Quebec.
St. Pauls Chapel har två kyrkklockor, på den ena står det Mears London, Fecit [Made] 1797 och den andra tillverkades och sattes upp till kyrkans 100-årsfirande 1866.

## Historia
Kyrkan klarade sig under den stora branden i New York 1776, då en fjärdedel av New Yorks byggnader brann ner och det är den äldsta ännu använda allmänna byggnaden på Manhattan. Efter att oberoende USA:s första president George Washington installerades hölls den påföljande gudstjänsten i St. Pauls Chapel, och han har en kyrkbänk allokerad, Washington's pew, där han enligt traditionen satt när han besökte kyrkan under de två år som New York var USA:s huvudstad. Ovanför kyrkbänken hänger en oljemålning av USA:s stora sigill från 1782.
St. Pauls Chapel registrerades som "National Historic Landmark" 1960 och det adderades till den nationella listan för särskilt betydelsefulla platser, National Register of Historic Places, 1966.
Kyrkan klarade sig under 11 september-attackerna trots närheten till de båda tvillingtornen och andra byggnader som rasade. Den täcktes av damm och spillror, men fönstren klarade sig, enligt traditionen tack vare en platan som stod i vägen. Platanens rötter göts av i brons till ett konstverk, kallat "Trinity Root", som placerades vid moderkyrkan Trinity Church i korsningen mellan Broadway och Wall Street men flyttades till kyrkans verksamhet i Connecticut 2017. St. Pauls Chapel blev omedelbart en tillflyktsort för räddningsarbetarna och under det efterföljande arbetet. Många frivilliga ställde upp med mat och förnödenheter och platsen blev en symbol för New York och vikten av att hjälpa varandra och ge stöd åt räddningsarbetare som polis och brandkår. I kyrkan fanns också frivilliga som gav massage, kiropraktik, spelade musik såg till att sängplatserna hade rena lakan. Utanför på staket, och sedan på avsedda skärmar, visade amerikaner sitt stöd med blommor, kort, minnesord och gåvor.
Kyrkans insatser varade i åtta månader och därefter finns en fast minnesutställning om räddnings- och röjningsarbetet efter 11 september-attackerna i kyrkan.

## Gravvårdar
- Richard Montgomery
- John Holt
- William Houstoun

## Bilder

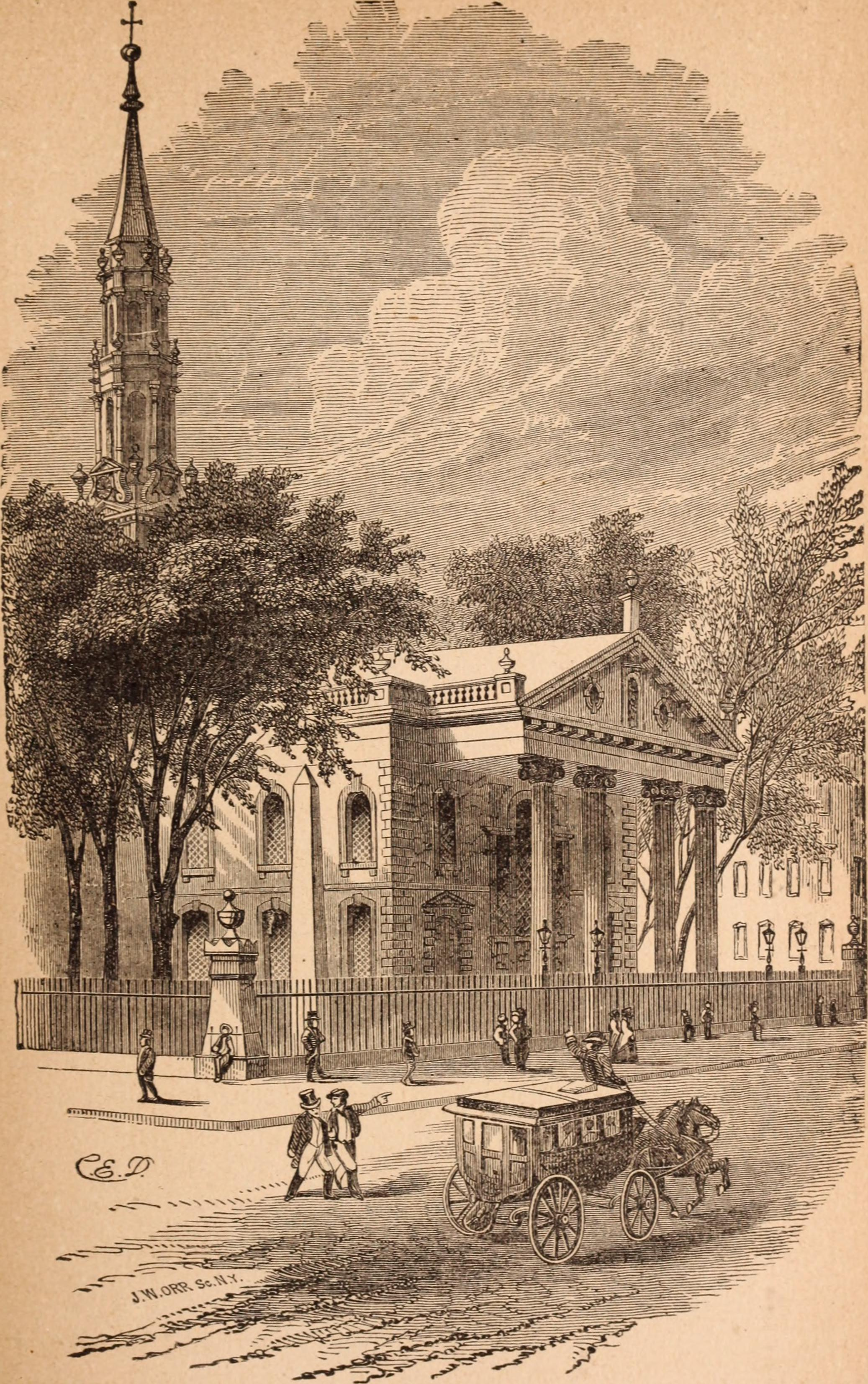
Vy från Broadway 1882.
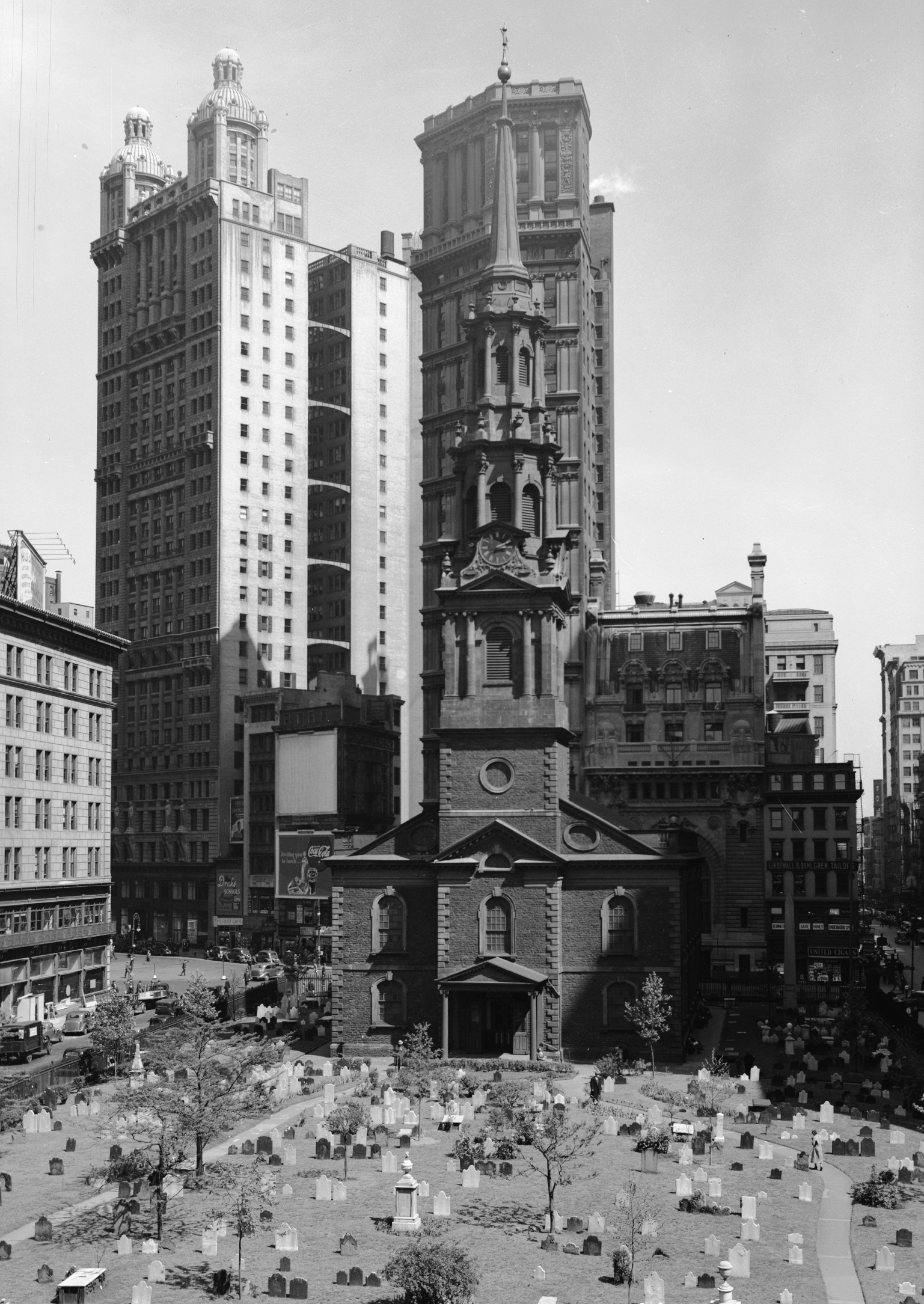
St. Paul's Chapel 1937.
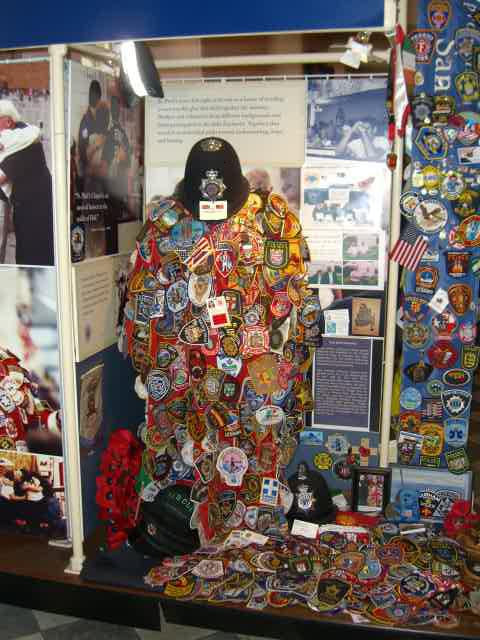
Polis- och räddningstjänstmärken som skickats av samhällsfunktioner från hela världen för att visa stöd efter 11 september-attacken.
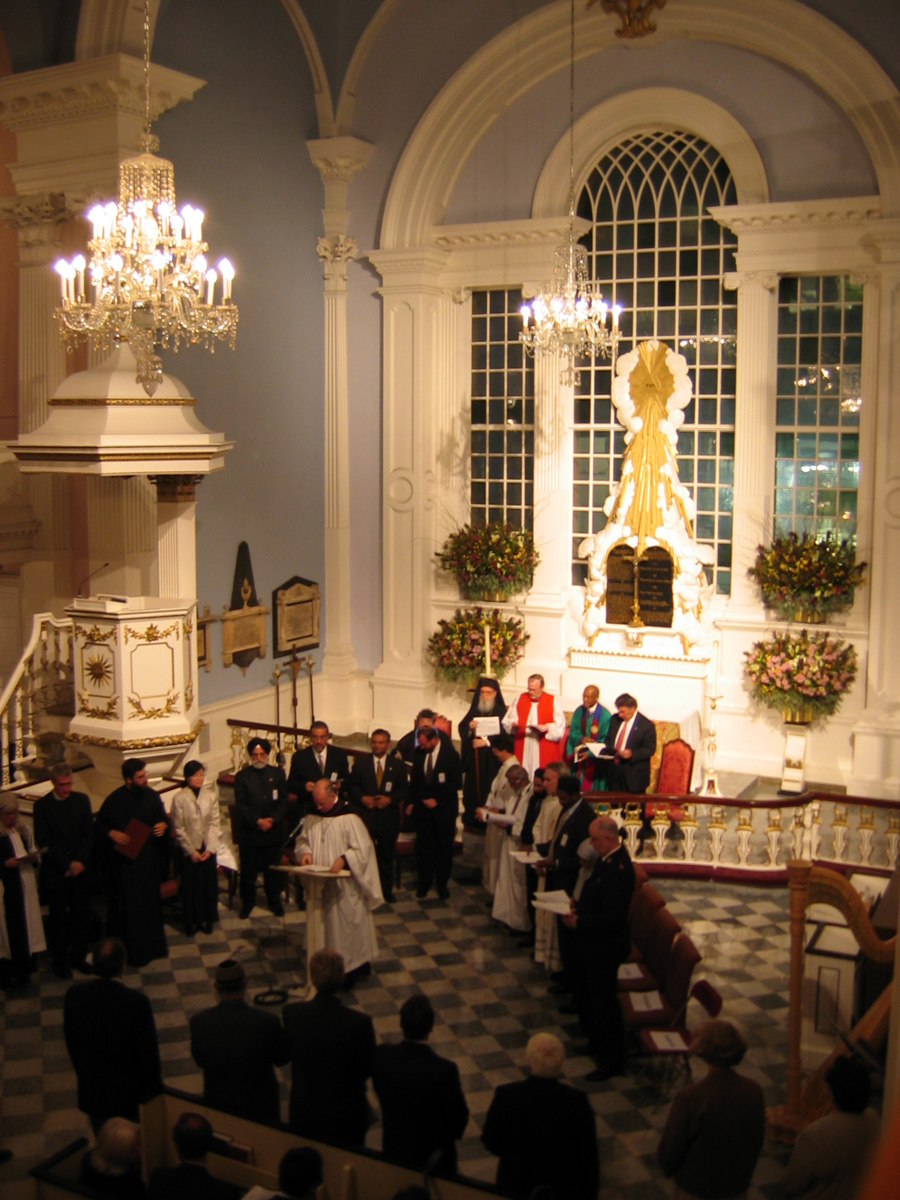
Ekumenisk gudstjänst i St. Paul's Chapel 11 september 2006.